# Alex Dujshebaev
Aleks Talantovič Dujšebajev (rus. Алекс Дуйшебаев; Santander, Španjolska, 17. prosinca 1992.) je španjolski rukometaš za Vive Tauron Kielce i španjolsku rukometnu reprezenaciju.
Otac mu je poznati bivši rukometaš Talant Dujšebajev, a brat Daniel Dujšebajev je također rukometaš za RK Celje.